# Enrico Bacher
Enrico Bacher ("Heini") (Ponte Gardena, 27 dicembre 1940 – Ponte Gardena, 18 novembre 2021) è stato un hockeista su ghiaccio italiano.
Con l'Hockey Club Bolzano vinse il Campionato italiano 1962-63.
Con la Nazionale italiana prese parte alle Olimpiadi invernali del 1964 dove disputò 8 partite segnando 3 reti.